# Иноуе Ясуши
Иноуе Ясуши (на японски: 井上靖 Inoue Yasushi) е виден японски журналист, сценарист, поет и писател на произведения в жанра драма, исторически роман и мемоари.

## Биография и творчество
Иноуе Ясуши е роден на 6 май 1907 г. в Асахикава, Хокайдо, Япония. Баща му Хаяо Ясуши е военен хирург, а майка му Яе Иноуе е от лекарска фамилия. На 6-годишна възраст е изпратен при баба си, бивша гейша, и отраства в родното село на семейството в префектура Шизуока. Учи в средното училище в Нумадзу, където започва да чете поезия. През 1926 г. се премества при родителите си в Каназава, където завършва гимназия. Като ученик тренира джудо и започна да пише стихове.
Не успява да постъпи в медицинско училище в Имперския университет Кюшу, затова следва специалности изкуство и философия в Имперския университет в Киото, където завършва през 1936 г. Там се запознава с творчеството на Пол Валери, когото превежда и продължава да пише поезия.
През 1935 г. се жени за Адачи Фумико, чийто баща е професор по антропология.
След дипломирането си работи като репортер за седмичното списание „Санде Майничи“ в Осака. В периода 1937 – 1938 г. служи като войник в Северен Китай. След това работи в отдела за култура на вестник „Майничи“.
Прави своя пробив в писателската си кариера през 1949 г. с двете си новели – „Ловджийската пушка“ и „Борба с бикове“. Втората печели през 1950 г. престижната литературна награда „Акутагава“, след което той се посвещава на писателската си кариера.
През 1951 г. писателят се премества в Токио. В края на 50-те години посещава Китай и става член-учредител на Японско-китайската асоциация за културен обмен. Някои от романите му са свързани с Китай. Посещава също Корея и други страни. През 1964 г. е избран за член на Японската академия на изкуствата.
В периода 1969 – 1972 г. е председател на съвета на директорите на Японската литературна асоциация. През 1976 г. получава Орден за заслуги в културата. През 1984 г. е избран за вицепрезидент на международния ПЕН клуб.
Историческите романи на писателя включват „楼蘭 Rō-ran“ – за възхода и падането на малка държава в Централна Азия, „敦煌 Tonkō“ – за будистки ръкописи, скрити в пещерите край Дунхуан, „蒼き狼 Aokiōkami“ (Синият вълк) – художествен разказ за живота на Чингис хан, и „風濤 Fūtō“ – за монголските атаки през 13 век.
Романът му „本覺坊遺文 Hongakubō ibun“ от 1981 г. разказва за известния майстор на чай, Сен Рикю, който бил съветник на военачалника Тойотоми Хидейоши. Двадесет и седем години след смъртта на Рикю, неговият ученик Хонкакубо се опитва да определи дали майсторът на чая се е самоубил по свое желание или е бил принуден да извърши сепуку от Хидейоши. Романът е екранизиран през 1989 г. в едноименния филм, който печели наградата „Сребърен лъв“ на Венецианския филмов фестивал.
Самотата и междуличностните отношения определят много от неговите произведения, които включват исторически романи, есета и поезия. Част от тях са автобиографични. Начинът му на работа се характеризира с грижливо проучване на фактите, които претворява – една черта, останала у него от времето, когато е бил репортер.
Иноуе Ясуши умира 29 януари 1991 г. в Токио.
На 24 юли 1993 г. в Асахикава в негова чест е открит мемориален музей. В него се съхраняват негови бележници, бележки, поетични ръкописи, награди за литература, първите издания на негови книги, и различни предмети от неговия бит.
Литературен музей за писателя Иноуе Ясуши е открит и в Нагаизуми, префектура Шидзуока. Музеят представя детството и произведенията му чрез снимки, поезия и филми.
В други музеи също са открити мемориални зали за неговия живот и творчество.

## Произведения
частична библиография
- 闘牛 (1947) – новела
- 猟銃 Ryōjū (1949)
”Ловджийската пушка” в „Есенен пейзаж. Десет японски разказвачи“, изд.: „Народна култура“, София (1985), прев. Людмила Харманджиева
- 闘牛 Tōgyū (1949) – роман, награда „Акутагава“
- 黯い潮 Kuroi ushio (1950) – роман
- 死と恋と波と Shi to koi to nami (1950)
- 氷壁 Hyōheki (1956) – роман
- 天平の甍 Tenpyō no iraka (1957) – награда на Министерството на образованието
- 楼蘭 Rō-ran (1958) – исторически роман
- 敦煌 Tonkō (1959) – исторически роман
- 蒼き狼 Aokiōkami (1960) – исторически роман
- しろばんば Shirobanba (1962) – роман
- 淀どの日記 Yodo-dono nikki (1963)
- 楊貴妃伝 Yōkihiden (1963)
- 風濤 Fūtō (1963) – исторически роман, награда „Йомиури“
- 夏草冬濤 Natsugusa fuyunami (1965)
- 後白河院 Goshirakawain (1965)
- おろしや国酔夢譚 Oroshiya-koku suimutan (1968) – роман
- 額田女王 Nukatano-ōkimi (1968)
- 西域物語 Seiiki monogatari (1969) – пътепис за САЩ
- 北の海 Kita no umi (1969)
- わがの母の記 Waga no haha no ki (1975) – автобиографичен
- 本覺坊遺文 Hongakubō ibun (1981) – роман
- 孔子 Kōshi (1987)

издания в България
Непознатата гостенка: разкази, изд.: „Народна култура“, София (1985), прев. Дора Барова, Вера Вутова

### Екранизации
- 1952 Скитниците от Сенгоку, Sengoku burai
- 1954 Midori no nakama
- 1954 Kuroi ushio
- 1954 Kino to ashita no aida
- 1955 Ashita kuru hito
- 1955 Asunaro monogatari – сюжет
- 1958 Hyoheki
- 1959 Aru rakujitsu – сюжет
- 1961 Kako – оригинален сюжет
- 1961 Ryôjû
- 1961 Kaze to kumo to toride – оригинален сюжет
- 1963 Yushu heiya – сюжет
- 1963 Taiyô wa yondeiru – по романа „Ushio no hikari“
- 1966 Five More – ТВ сериал, 1 епизод
- 1969 Знамената на самураите, Furin kazan
- 1971 Le fusil de chasse
- 1974 Kaseki
- 1980 Aokiôkami narukichiomoase no shôgai
- 1988 Tonkô – сюжет
- 1989 Sen no Rikyu: Honkakubô ibun
- 1992 O-Roshiya-koku suimu-tan
- 2007 Chacha
- 2009 Lang zai ji
- 2011 Waga haha no ki (based on the autobiography by)
- 2011 Shoshû